# آرتاشس مخیتاریان (هنرپیشه)
آرتاشس ماکسیمی مخیتاریان (ارمنی: Արտաշես Մաքսիմի Մխիթարյան؛  زادهٔ ۱۲ ژانویهٔ ۱۹۸۱) بازیگر اهل ارمنستان است. وی از سال میلادی تاکنون مشغول فعالیت بوده است.

## زندگی‌نامه
وی در ۱۲ ژانویهٔ ۱۹۸۱ در ایروان به دنیا آمد و از انستیتو دولتی سینما و تئاتر ایروان فارغ‌التحصیل گشت. وی در تئاتر نمایشی هراچیا غاپلانیان فعالیت کرده است. همچنین برندهٔ جوایزی همچون هنرمند شایسته جمهوری ارمنستان (۲۰۱۹) شده است. 

## گزیده فیلمشناسی
از فیلم‌ها یا برنامه‌های تلویزیونی که وی در آن نقش داشته‌است می‌توان به بخش ویژه (مجموعه تلویزیونی ارمنستانی) اشاره کرد.